# Ravna Gora (Boergas)
Ravna Gora (Bulgaars: Равна гора) is een dorp in het noordoosten van Bulgarije, gelegen in de gemeente Sozopol in de oblast Boergas. Het dorp ligt ongeveer 16 km ten zuiden van Boergas en 347 km ten zuidoosten van de hoofdstad Sofia.

## Bevolking
In de eerste volkstelling van 1934 registreerde het dorp 720 inwoners. Dit groeide tot een officiële hoogtepunt van 824 inwoners in 1975. Na een dieptepunt in 1992 met 523 inwoners, groeit het inwonersaantal weer. Op 31 december 2019 telde het dorp 681 inwoners.
Van de 662 inwoners reageerden er 626 op de optionele volkstelling van 2011. Van deze 626 respondenten identificeerden 307 personen zich als etnische Roma (49%), gevolgd door 174 Bulgaarse Turken (27,8%) en 147 etnische Bulgaren (23,2%).
Van de 662 inwoners in februari 2011 werden geteld, waren er 159 jonger dan 15 jaar oud (24%), gevolgd door 419 personen tussen de 15-64 jaar oud (63,3%) en 84 personen van 65 jaar of ouder (12,7%).